# Дорлеак, Франсуаза
Франсуа́за Поле́тт Луи́за Дорлеа́к (фр. Françoise Paulette Louise Dorléac; 21 марта 1942, Париж — 26 июня 1967, близ Ниццы) — французская актриса театра и кино, дочь актёра Мориса Дорлеака, старшая сестра актрисы Катрин Денёв, с которой вместе снялась в музыкальном фильме Жака Деми «Девушки из Рошфора» (1966).

## Биография

### Семья
Франсуаза — старшая из трёх дочерей актёров Мориса Дорлеака (Теньяка) (фр. Georges Maurice Edmond Dorléac, 26 марта 1901 — 4 декабря 1979) и Рене Жанны Симоно (фр. Renée-Jeanne Simonot, 10 сентября 1911 — 11 июля 2021).
Её младшие сёстры — Катрин Денёв (род. 1943) и Сильвия (род. 1946).
У Рене Симоно есть также старшая дочь Даниэль (род. 1936) от актёра Эме Клариона. Морис работал на дубляже иностранных фильмов для компании Paramount Pictures, Рене вела дом, но работу в театре не оставила. Буржуазная семья Дорлеаков не имела ничего общего с богемой. По словам Катрин Денёв, родители «играли в театре, а театр — это дисциплина. Кроме того, это такая профессия, которой занимаются вечерами, что позволяло нам в течение дня вести нормальную жизнь». Выросшие в актёрской семье, все сёстры так или иначе связали свою жизнь с театром и кино.
В детстве Франсуаза была непослушным и живым ребёнком. В квартире Дорлеаков на бульваре Мюрата в фешенебельном XVI округе Парижа она делила одну комнату с Катрин. Разница в возрасте между ними была восемнадцать месяцев, но чувствовали себя они скорее близнецами. Между ними случались ссоры, однако они были кратковременны. По характеру они были очень разными. Катрин позднее вспоминала, что сестра была во всём противоположностью ей: Франсуаза не курила и не брала в рот спиртного, в то время как Катрин курила и любила выпить; старшая была очень воздержана в еде, младшая же любила поесть. Франсуаза всегда хотела стать знаменитой актрисой и упорно шла к своей цели, а Катрин не мечтала ни о чём определённом.

### Карьера
В 15 лет Франсуазу за плохое поведение исключили из лицея. Она поступила в 1957 году в Консерваторию драматического искусства и одновременно брала уроки актёрского мастерства на курсах Рене Жирара. Её кумирами были Грета Гарбо и Марлен Дитрих, иногда она красилась и одевалась так же, как они. Франсуаза не считала себя красавицей, но умела наложить грим так, чтобы подчеркнуть свои достоинства на сцене. Были дни, когда она приходила в отчаяние от своего «несимметричного» лица, тогда она не решалась выйти из дома даже ради важной встречи с режиссёром.
В Консерватории Франсуаза училась в классе у Робера Манюэля, благодаря которому получила в театре Антуан роль Жижи в пьесе Аниты Лус по мотивам романа Сидони Колетт (1960). Роль Жижи считается лучшей в театральной карьере Франсуазы. Обучение в Консерватории Дорлеак завершила в 1961 году.
Отец Франсуазы в 1952 году работал художественным руководителем дубляжа фильма режиссёра Луиджи Коменичи «Хайди», и ей был поручен дубляж исполнительницы главной роли Элизабет Зигмунт. Первым фильмом, в котором она сыграла, стала короткометражка «Ложь» (1957), а первой полнометражной картиной — «Волки в овчарне» Эрве Бромберже (1960). Франсуаза также работала моделью в Christian Dior.
На съёмках картины «Двери хлопают» нужна была актриса на роль сестры героини Франсуазы, и она привела на площадку Катрин. Для младшей сестры этот кинематографический опыт не был первым, однако кино она стала интересоваться именно под влиянием Франсуазы.
Известной Франсуаза стала после съёмок у Филиппа де Брока в фильме «Человек из Рио» (1964).

«Нестандартная красота Дорлеак — острый профиль, разлетающиеся по плечам или небрежно собранные в копну каштановые волосы — будет признана таким же эталоном современности, как „узаконенное уродство“ Бельмондо: оба эти лица, появившиеся вместе в фильме „Человек из Рио“, стали эмблемами Новой Волны и 60-х годов в целом».— Андрей Плахов
Одной из её лучших киноролей считается стюардесса Николь в фильме Франсуа Трюффо «Нежная кожа» (1964). В «Нежной коже» Дорлеак сыграла «стопроцентный шестидесятнический тип»:

Конечно, во французском варианте, но это была жизнь «на последнем дыхании», полная сиюминутных восторгов и обречённых предчувствий. Такой Франсуаза была и в жизни.— Андрей Плахов
Картина была холодно встречена публикой и критиками, и Франсуаза тяжело переживала неудачу. На Каннском фестивале фильм Трюффо проиграл «Шербурским зонтикам». Денёв признавала, что неудача сестры мешала ей полностью насладиться успехом. В прессе появлялись сообщения о «соперничестве» сестёр-актрис, так что Катрин была вынуждена заявлять, что ей нечего делить с Франсуазой, так как они слишком разные и в жизни, и на экране.
В фильме Романа Полански «Тупик» (1966) Дорлеак играла неверную жену трусливого хозяина замка. Это стало ещё одной заметной ролью в её кинокарьере. Полански предполагал пригласить на роль Терезы неизвестную актрису, однако ни одна из множества претенденток не продемонстрировала должного уровня профессионализма. Случайно он узнал, что в Лондон (съёмки проходили в Великобритании) приехала сестра Денёв, которая снималась у Полански в «Отвращении». Полански, несмотря на то, что первоначально не хотел, чтобы главную героиню играла француженка, взял Дорлеак без проб.

В «Девушках из Рошфора» Франсуаза снова снялась вместе с Катрин, и, по мнению критиков, темпераментная Дорлеак играла ведущую роль. Зрители же восторженно приняли работу обеих сестёр: когда одна из газет провела опрос, кто из них был лучше, Франсуаза и Катрин получили одинаково высокие оценки.

### Личная жизнь
Мужчины не играли в жизни Франсуазы главной роли, на первом месте для неё всегда была работа. Будучи бунтаркой по духу, она тем не менее не обладала решительностью своей сестры Катрин, которая совсем юной ушла из родительского дома, родила в 20 лет ребёнка и одна воспитывала его. Лишь уступая уговорам матери, Франсуаза переехала в собственную квартиру, выбрав дом напротив родительского (бульвар Мюрата, 159). Она обожала своего племянника Кристиана, но сама не помышляла о том, чтобы стать матерью, как говорила Катрин, сестра «детей любила только как идею».
В декабре 1960 года в популярном ночном клубе L’Épi Франсуаза познакомилась с актёром Жаном-Пьером Касселем. В автобиографии, вышедшей в свет в 2004 году, он пишет, что Дорлеак была «его юношеской любовью».
В 1964 году, во время и после съёмок в «Нежной коже», у неё был роман с Франсуа Трюффо. Эта связь быстро перешла в дружбу между актрисой и постановщиком.
В интервью «Либерасьон» Ги Бедо, партнёр Франсуазы по фильму «Этим вечером или никогда», назвал её своей невестой: «После её смерти я не могу пройти мимо Лувра, не представив её».

### Смерть
Дорлеак погибла, когда её международная карьера только начиналась. 26 июня 1967 года по пути в аэропорт Ниццы, — только что вернувшись со съёмок в Финляндии, Франсуаза торопилась на авиарейс, — она не справилась с управлением автомобилем. В десяти километрах от Ниццы, неподалёку от съезда с автобана Ля-Провансаль на Вильнёв-Лубе, её автомобиль — взятый напрокат Renault 10 — врезался в дорожный столб, перевернулся и загорелся. Франсуаза попыталась покинуть машину, но не смогла открыть дверь и сгорела заживо. Позднее её личность была установлена по уцелевшей части чековой книжки, дневнику и водительским правам.
Похоронена на кладбище в Сен-Пор (департамент Сена и Марна) — местечке, где сёстры Дорлеак детьми проводили каникулы. В 1979 году рядом с дочерью был похоронен отец Морис Дорлеак.

### Память
В 1992 году площадь перед железнодорожным вокзалом в Рошфоре была названа именем Франсуазы Дорлеак.
15 октября 2010 года в Курсон-Монтелу Катрин Денёв приняла участие в презентации нового сорта камелии, названной в честь Франсуазы Дорлеак. Денёв так отозвалась об этом событии: «Я очень тронута, что кто-то пожелал назвать цветок именем моей сестры. Об этом говорили в течение двух лет. Моя сестра была бы очень счастлива. Дать растению имя того, кого ты любил, это что-то непреходящее, это очень утешительно».
В 2012 году во Франции была выпущена почтовая марка в память о Франсуазе Дорлеак.

## Театр
- 1960 — «Жижи» по роману Колетт, режиссёр Робер Мануэль, театр Антуан
- 1960 — «Кокосы», Марсель Ашар, режиссёр Жан Мейер, театр де Пари
- 1961 — «Брак поневоле» и «Школа мужей», Мольер, режиссёр Жан Мейер, театр Пале-Рояль

## Избранная фильмография

### Кинофильмы
- 1960 — «Волки в овчарне» / Les loups dans la bergerie — Мадлен
- 1961 — «Двери хлопают» / Les portes claquent — Доминик
- 1961 — «Сегодня вечером или никогда» / Ce soir ou jamais — Даниэль
- 1961 — «Девушка с золотыми глазами» / La fille aux yeux d’or — Катя
- 1961 — «Всё золото мира» / Tout l’or du monde — журналистка
- 1962 — «Мыслишка» / La gamberge — Франсуаза
- 1962 — «Арсен Люпен против Арсена Люпена» / Arsen Lupin contre Arsene Lupin — Натали Картье
- 1963 — «Человек из Рио» / L’homme de Rio — Аньес Виллермос
- 1964 — «Карусель» / La ronde
- 1964 — «Нежная кожа» / La peau douce — Николь
- 1964 — «Охота на мужчину» / La chasse à l’homme — Сандра
- 1965 — «Чингисхан» / Gengis Khan — Борте
- 1966 — «Там, где шпионы» / Where the Spies Are — Викки
- 1966 — «Тупик» / Cul-de-sac — Тереза
- 1966 — «Мозг ценой в миллиард долларов» / Billion Dollar Brain — Аня
- 1967 — «Девушки из Рошфора» / Les demoiselles de Rochefort — Соланж Гарнье

### Телефильмы
- 1962 — «Три шапокляка»  — Les trois chapeaux claques — Паола
- 1963 — «Теф-теф» / Teuf-teuf
- 1964 — «Девчушки» / Les petites demoiselles — Жюли
- 1964 — «Ни инжир, ни виноград» / Ni figue ni raisin
- 1967 — «Жюли де Шаверни и её двойная ошибка» / Julie de Chaverny ou la double méprise — Жюли